# Dal Clawson
Pour les articles homonymes, voir Clawson.

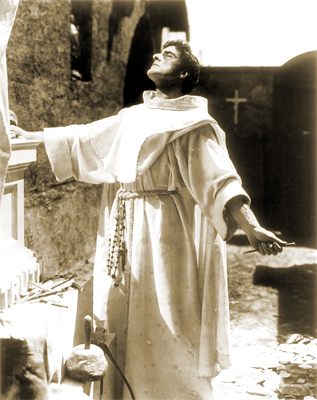
Courtenay Foote, dans Hypocrites (1915)

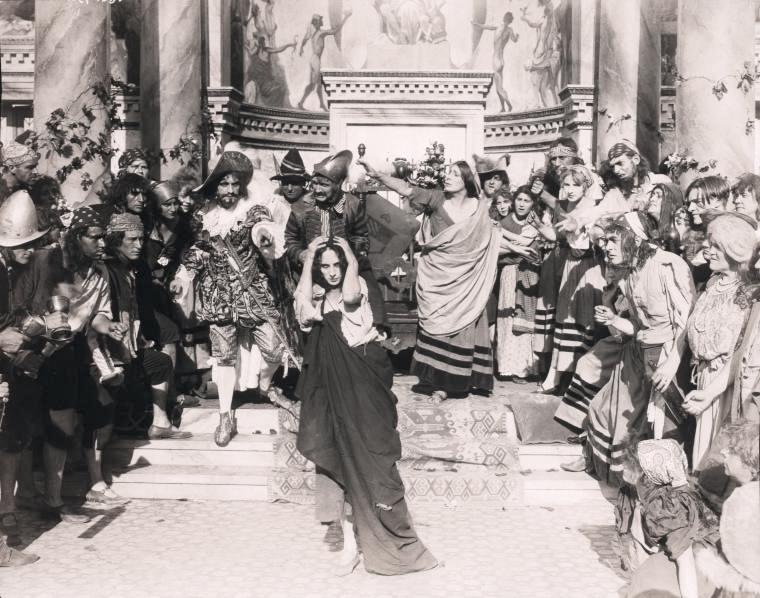
La Muette de Portici (1916), avec Anna Pavlova au centre

Lawrence Dallin Clawson, né le 4 octobre 1885 à Salt Lake City (Utah), mort le 18 juillet 1937 à Englewood (New Jersey), est un directeur de la photographie américain, membre fondateur de l'ASC.
Il est généralement crédité Dal Clawson, parfois L. D. Clawson.

## Biographie
Comme chef opérateur, Dal Clawson contribue à une soixantaine de films américains (plus un film canadien et une coproduction américano-siamoise), majoritairement muets. Le premier est Le Marchand de Venise de (et avec) Phillips Smalley et Lois Weber — qu'il retrouvera à plusieurs reprises —, sorti en 1914. Ses deux derniers sortent en 1932 (l'ultime sorti en 1937, année de sa mort prématurée, est en fait une compilation d'images d'archives).
Mentionnons également Civilisation de Reginald Barker, Thomas H. Ince et Raymond B. West (1916, avec Howard C. Hickman et Enid Markey), La Sacrifiée de Marshall Neilan (1919, avec Anita Stewart et Spottiswoode Aitken), ainsi que The Oath de Raoul Walsh (1921, avec Miriam Cooper et Conway Tearle), réalisateur aux côtés duquel il avait déjà travaillé sur six films sortis en 1917 (ex. : The Conqueror, avec William Farnum et Jewel Carmen).
Dal Clawson est l'un des quinze membres fondateurs, en 1919, de l'American Society of Cinematographers (ASC).

## Filmographie partielle
(films américains, sauf mention contraire ou complémentaire)
- 1914 : Le Marchand de Venise (The Merchant of Venice) de Phillips Smalley et Lois Weber
- 1915 : The Rosary de Colin Campbell
- 1915 : Hypocrites de Lois Weber
- 1916 : Somewhere in France de Charles Giblyn
- 1916 : The Call of the Cumberlands de Frank Lloyd
- 1916 : Civilisation (Civilization) de Reginald Barker, Thomas H. Ince et Raymond B. West
- 1916 : La Muette de Portici (The Dumb Girl of Portici) de Phillips Smalley et Lois Weber
- 1916 : The Honorable Algy de Raymond B. West
- 1916 : The Phantom de Charles Giblyn
- 1917 : The Pride of New York de Raoul Walsh
- 1917 : Betrayed de Raoul Walsh
- 1917 : The Conqueror de Raoul Walsh
- 1917 : The Innocent Sinner de Raoul Walsh
- 1917 : Le Sexe faible (The Weaker Sex) de Raymond B. West
- 1917 : The Silent Lie de Raoul Walsh
- 1917 : Ça... c'est la vie ! (This Is the Life) de Raoul Walsh
- 1918 : The Temple of Dusk de James Young
- 1918 : For Husbands Only de Phillips Smalley et Lois Weber
- 1918 : The Red, Red Heart de Wilfred Lucas
- 1919 : L'Éveil d'une conscience (When a Girl Loves) de Phillips Smalley et Lois Weber
- 1919 : La Sacrifiée (Her Kingdom of Dreams) de Marshall Neilan
- 1919 : L'Instinct qui veille (Back to God's Country) de David Hartford (film canadien)
- 1919 : La Baigneuse inconnue (A Midnight Romance) de Lois Weber
- 1919 : A Heart in Pawn de William Worthington
- 1920 : The Corsican Brothers (en) de Colin Campbell et Louis J. Gasnier
- 1921 : La Fille du banquier (The Oath) de Raoul Walsh
- 1921 : What Do Men Want? de Lois Weber
- 1922 : The Woman He Married de Fred Niblo
- 1922 : The World's a Stage de Colin Campbell
- 1922 : The Marriage Chance d'Hampton Del Ruth
- 1923 : Miss Suwanna of Siam d'Henry MacRae (film américano-siamois)
- 1924 : Another Scandal d'Edward H. Griffith
- 1924 : Miami d'Alan Crosland
- 1924 : The Lone Wolf de Stanner E. V. Taylor
- 1929 : Syncopation de Bert Glennon
- 1929 : Hunting Tigers in India de James Leo Meehan
- 1930 : General Ginsberg de Mark Sandrich (court métrage)